# Ejiocô

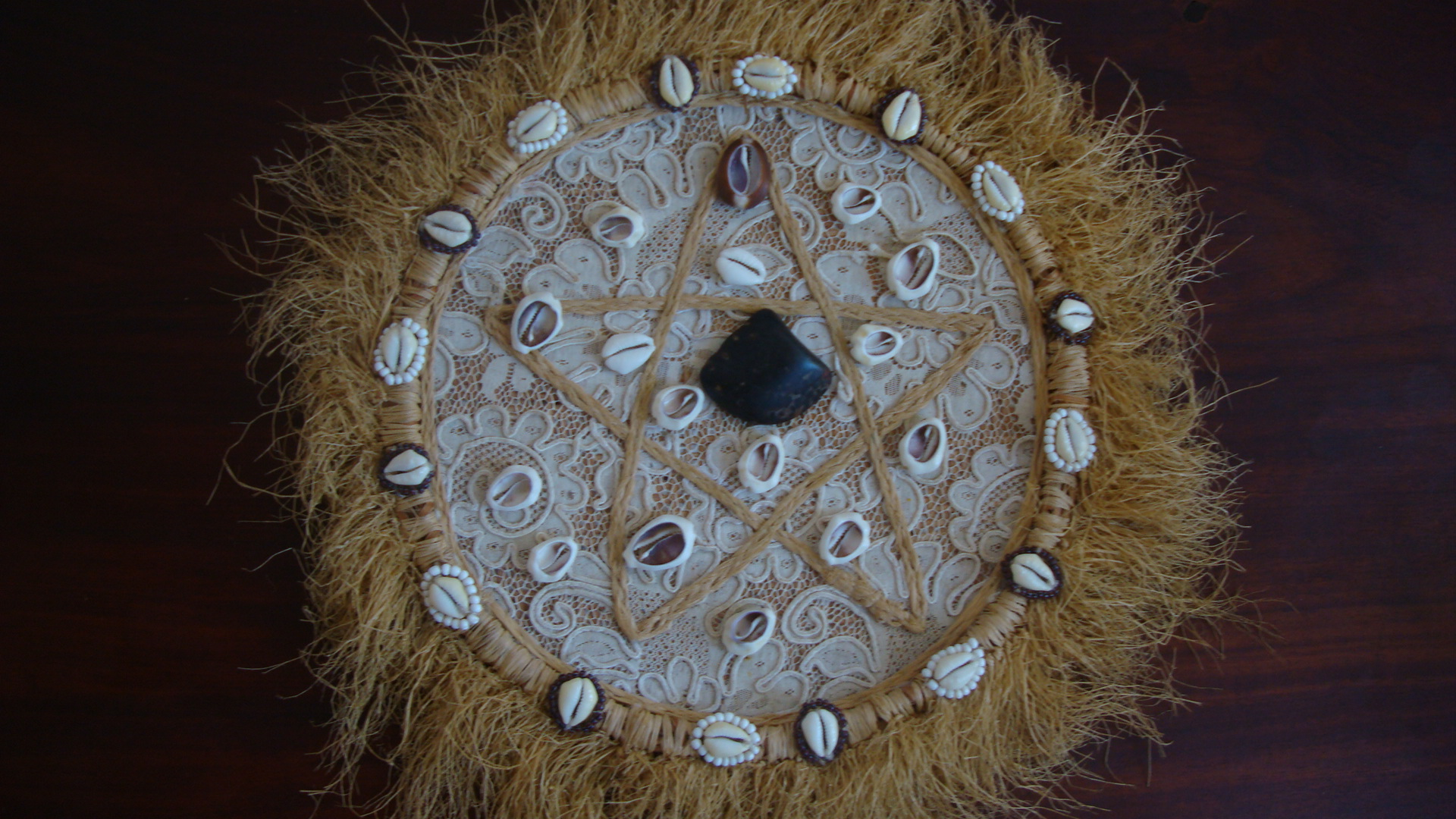
Ejiocô

Ejiocô (Ejioko) é um odu do oráculo de Ifá, representado no merindilogum com duas conchas abertas pela natureza e quatorze fechadas. Nesta caída responde Ibeji e Ogum, significando casamento, disputa amorosa, inveja, e até mesmo briga com irmãos e familiares para recebimento de herança. 